# Клатсоп (округ)
Клатсоп (англ. Clatsop County) — округ в штате Орегон, США. Официально образован в 1844 году. По состоянию на 2010 год, численность населения составляла 37 039 человек.

## География
По данным Бюро переписи США, общая площадь округа равняется 2810,153 км2, из которых 2343,952 км2 суша и 466,200 км2 или 23,740 % это водоемы.

## Население
По данным переписи населения 2000 года в округе проживает 35 630 жителей в составе 14 703 домашних хозяйств и 9 454 семей. Плотность населения составляет 17,00 человек на км2. На территории округа насчитывается 19 685 жилых строений, при плотности застройки около 9,00-ти строений на км2. Расовый состав населения: белые — 93,14 %, афроамериканцы — 0,52 %, коренные американцы (индейцы) — 1,03 %, азиаты — 1,21 %, гавайцы — 0,17 %, представители других рас — 1,64 %, представители двух или более рас — 2,30 %. Испаноязычные составляли 4,48 % населения независимо от расы.
В составе 28,50 % из общего числа домашних хозяйств проживают дети в возрасте до 18 лет, 50,60 % домашних хозяйств представляют собой супружеские пары проживающие вместе, 9,70 % домашних хозяйств представляют собой одиноких женщин без супруга, 35,70 % домашних хозяйств не имеют отношения к семьям, 29,50 % домашних хозяйств состоят из одного человека, 11,70 % домашних хозяйств состоят из престарелых (65 лет и старше), проживающих в одиночестве. Средний размер домашнего хозяйства составляет 2,35 человека, и средний размер семьи 2,88 человека.
Возрастной состав округа: 23,70 % моложе 18 лет, 8,90 % от 18 до 24, 25,30 % от 25 до 44, 26,60 % от 45 до 64 и 26,60 % от 65 и старше. Средний возраст жителя округа 40 лет. На каждые 100 женщин приходится 97,80 мужчин. На каждые 100 женщин старше 18 лет приходится 95,10 мужчин.
Средний доход на домохозяйство в округе составлял 36 301 USD, на семью — 44 575 USD. Среднестатистический заработок мужчины был 32 153 USD против 22 479 USD для женщины. Доход на душу населения составлял 19 515 USD. Около 9,10 % семей и 13,20 % общего населения находились ниже черты бедности, в том числе — 16,80 % молодежи (тех, кому ещё не исполнилось 18 лет) и 8,00 % тех, кому было уже больше 65 лет.